# Mitja Lafere
Mitja Lafere (* 6. August 1990 in München) ist ein deutscher Moderator, Schauspieler, DJ und Gastronom.

## Karriere

### Moderation, Schauspiel
Laferes Karriere fing mit der Moderation von Liga Disney Channel an, das er ein Jahr lang machte. Danach arbeitete er für den Sport-Kanal DSF (heute Sport1) ein Jahr lang. Von 2006 bis 2009 arbeitete er bei RTL II als Moderator.
Ab dem Jahr 2010 moderierte er an der Seite von Jimi Blue Ochsenknecht die Show Cartoon Network Checker, die auch auf kabel eins zu sehen war. Ab 2011 moderierte er auch die Show Ben 10 Ultimate Challenge, die ebenso auf Kabel eins zu sehen war.
Seine Schauspiel-Karriere fing mit der Rolle des Felix Gaber, die er von 2011 bis 2012 spielte, in der Nickelodeon-Serie Das Haus Anubis, an.
Zusammen mit Jimi Blue Ochsenknecht entwickelte er für Cartoon Network eigene TV-Formate, die sie gemeinsam realisierten. Dazu zählt das Format Jobpraktikanten, das sie in den Jahren 2013/14 moderierten. Es wurde 2014 mit dem bayerischen Kinder-Medien-Preis Der weiße Elefant in der Kategorie Herausragende Moderation ausgezeichnet und dem MIRA Award. Außerdem entwickelten und realisieren sie seit 2015 das Format Jimi gegen Mitja – Gewinn oder geh heim.
2016 wurde Lafere der Co-Moderator und Studio DJ beim Jugendformat Elton! des Moderators Elton auf KiKA. Von 2023 bis 2025 gehörte Lafere als Net-Man zum RTL-NFL-Team.

### Gastronomie
Zusammen mit Benedikt Mayr betreibt er verschiedene Lokale in München und Innsbruck.

## Filmografie
- 2000–2001: Liga Disney Channel
- 2002: DSF Jugendfußballnachmittag
- 2006–2008: Pokito TV
- 2008–2009: My Pokito[2]
- seit 2010: Cartoon Network Checker[3]
- 2010: Popstars Backstage Livestream[13]
- seit 2011: Ben 10 Ultimate Challenge[5]
- 2011–2012: Das Haus Anubis (Folge 290–364)
- 2013–2014: Cartoon Network Praktikanten Jobcheck[14]
- seit 2015: Cartoon Network Jimi gegen Mitja – Gewinn oder geh heim![15]
- seit 2016: Elton! Co-Moderation und Studio DJ beim Jugendformat Elton! auf KiKA[16]